# Natsumi Andō
Natsumi Andō (jap. 安藤 なつみ, Andō Natsumi; * 27. Januar 1970 in der Präfektur Aichi) ist eine japanische Manga-Zeichnerin. Ihre Manga richten sich an junge Mädchen und sind somit dem Shōjo-Genre zuzuordnen. International bekannt wurde sie durch den Kriminal-Manga Zodiac Private Investigator (十二宮でつかまえて, Jūnikyū de Tsukamaete; 2001–2003 4 Bände).
Ihren ersten Comic veröffentlichte sie 1995 im Manga-Magazin Nakayoshi, für das sie auch den Großteil ihrer anderen Werke zeichnete. 2001 begann sie mit der Arbeit an ihrer vierteiligen Serie Zodiac Private Investigator, die unter anderem auch ins Deutsche, Französische und Englische übersetzt wurde. Weitere Erfolge gelangen ihr mit Smile de Ikō (スマイルでいこう; 1999, 2 Bände), Maria-ppoino! (マリアっぽいの!; 2000–2001, 2 Bände), Wild Damon (ワイルドだもん♥; 2003–2004, 3 Bände), Kitchen no Ohime-sama (キッチンのお姫さま; 2004–2008, 10 Bände) und Arisa (2009–2012). Von 2016 bis 2021 erschien ihre Serie Rache schmeckt süß.
Für Kitchen no Ohime-sama gewann sie 2006 den Kodansha-Manga-Preis in der Kategorie Kinder.